# Kim Song-ae
Kim Song-ae, nata  Kim Song-pal (김성애?, Kim Song-aeLR; Kangso, 29 dicembre 1924 – Kanggye, settembre 2014), è stata una politica nordcoreana, first lady della Corea del Nord dal 1963 al 1974.
Era infatti la seconda moglie del presidente nordcoreano Kim Il-sung.

## Biografia
Nata Kim Song-pal il 29 dicembre 1924 nella provincia oggi denominata Pyongan meridionale,  Kim Song-ae iniziò la sua carriera come impiegata presso il Ministero della Difesa Nazionale, ove incontrò per la prima volta Kim Il-sung nel 1948. Dopo la morte di Kim Jong-suk, la prima moglie del fondatore della patria, nel 1949, Kim Song-ae venne "assunta" per gestire la vita domestica e privata di Kim Il-sung. Durante la guerra di Corea si prese cura di Kim Jong-il e Kim Kyong-hui, i due figli del leader scappati temporaneamente insieme alla tata in Cina per non essere coinvolti nel conflitto. Sposò Kim Il-sung nel 1952, anche se a causa della guerra non si tenne alcuna cerimonia ufficiale. Da lei Kim-Il sung ebbe una figlia, Kim Kyong-jin, e due figli, Kim Pyong-il e Kim Yong-il.
Kim Song-ae ebbe anche una fortissima valenza politica: infatti dalla prima metà degli anni '60 fino alla seconda metà degli anni '70, Kim Song-ae avrebbe esercitato una notevole influenza nella politica nordcoreana.
Nel 1965 è diventata difatti vicepresidente del Comitato centrale dell'Unione delle donne socialiste di Corea e nel 1971 ne è diventata pure presidente. Nel dicembre 1972 è diventata una rappresentante dell'Assemblea Suprema del Popolo.
Secondo un ufficiale nordcoreano scappato in Corea del Sud, tale Jang Jin-sung, Kim Song-ae avrebbe avuto l'ambizione di mettere suo figlio, Kim Pyong-il, in qualità di potenziale successore al potere del coniuge Kim Il-sung, piuttosto Kim Jong-il, figlio del marito avuto dal precedente matrimonio. A metà degli anni '70, secondo quanto riferito da questo disertore, la sua influenza nella politica del paese era considerata eccessiva dai membri del partito, che iniziarono a rallentare la sua "scalata" al potere. Infatti nel 1976, Kim Song-ae perse la carica di presidente dell'Unione delle donne socialiste di Corea. Secondo quanto riferito sempre da Jang Jin-sung, Kim Song-ae, insieme a suo cognato Kim Yong-ju, furono posti agli arresti domiciliari nel 1981 su desiderio del futuro leader Kim Jong-il.
Nel 1993, riapparsa nella vita politica della nazione in qualità, di nuovo, di presidente dell'UDSC, ma la sua posizione era puramente simbolica e nominale, ed è stata rimossa una seconda volta da questo incarico nel 1998 e da questa data qui, poche informazioni sono arrivate al mondo esterno sul suo conto.
Infatti nemmeno la sua data di morte è sicura al cento per cento, difatti le versioni dei fatti sono molteplici e molto diverse fra loro: si dice che sia stata uccisa in un incidente d'auto a Pechino a giugno 2001, mentre altri rapporti affermavano che era ancora viva e vegeta a luglio 2011, sebbene in cattive condizioni di salute. L'opzione più accreditata sulla sua morte, però, sarebbe un rapporto di un disertore nordcoreano, che afferma che Kim Song-ae fu dichiarata pazza agli inizi degli anni '90 e che da allora era stata tenuta sotto la supervisione di un'infermiera specializzata in malattie psichiatriche e che infine sarebbe morta nel 2014, data che è stata confermata come ufficiale dal Ministero dell'Unificazione.